# Acordulecera longimanus
Acordulecera longimanus – gatunek błonkówki z rodziny Pergidae.

## Taksonomia
Gatunek ten został opisany w 1899 roku przez Friedricha Konowa pod nazwą Acorduleceros longimanus. Jako miejsce typowe podano Callanga w stanie Cuzco w Peru. Syntypem jest samica]. 

## Zasięg występowania
Ameryka Południowa, znany jedynie z Peru.